# Pave Benedikt 6.
Benedikt 6. (født i Rom, død august 974 i Engelsborg) var pave fra 19. januar 973, til han blev afsat juli 974.
Benedikt blev født i Rom som søn af en mand ved navn Hildebrand. Inden han blev pave, var han kardinaldiakon. Pave Johannes 13. døde den 6. september 972, og Benedikt blev kort efter valgt til hans efterfølger. Den nødvendige godkendelse fra kejseren, Otto den Store, forsinkede imidlertid konsekrationen, så den først fandt sted den 19. januar 973.
Det eneste, der vides om Benedikts gerninger som pave er, at han gav privilegier til en del klostre og kirker.
Pontifikalkollegiet var meget forhippet på at få ham afsat. Da den romerske adel hørte, at kejser Otto 1. var død, blev Benedikt taget til fange af en gruppering ledt af Crescentius den ældre, Theodoras søn, og diakonen Modpave Bonifatius 7. Han blev fængslet i Castel Sant'Angelo, hvor han efter to måneders fangenskab døde, kvalt efter gruppens ordrer, så han ikke skulle kunne løslades af Sicco av Spoleto, den gesandt som kejser Otto 2. havde sendt til hans undsætning.